# Seven Nation Army
"Seven Nation Army" là ca khúc mở đầu trong album Elephant của ban nhạc alternative rock người Mỹ, The White Stripes. Ca khúc này được phát hành dưới dạng đĩa đơn vào đầu năm 2003 và trở thành sản phẩm nổi tiếng nhất của ban nhạc. "Seven Nation Army" đạt vị trí số 1 tại bảng xếp hạng Alternative Songs trong vòng 3 tuần và đạt giải Grammy năm 2004 cho Bài hát rock của năm. Đây cũng là ca khúc xuất sắc thứ ba của thập kỷ được đánh giá bởi bảng xếp hạng trên. Ca khúc được biết tới nhiều với đoạn hợp âm riff kinh điển xuyên suốt toàn bộ giai điệu. Cho dù xuất hiện phần bass (thứ nhạc cụ mà trước đó ban nhạc chưa từng sử dụng), âm thanh này thực tế là tiếng chiếc semi-acoustic guitar được chơi bởi Jack White (chiếc Kay Hollowbody những năm 50) được hạ một quãng tám qua chiếc pedal DigiTech Whammy.
Theo White, "Seven Nation Army" là cách gọi đội Cứu Thế Quân (Salvation Army) khi anh còn nhỏ.

## Xếp hạng

### Xếp hạng tuần
| Bảng xếp hạng (2003–12)                 | Vị trí cao nhất |
| --------------------------------------- | --------------- |
| Australian ARIA Charts                  | 17              |
| Austrian Singles Chart                  | 18              |
| Dutch Mega Top 50                       | 22              |
| Pháp (SNEP)                             | 48              |
| German Singles Chart                    | 4               |
| Irish Singles Chart                     | 22              |
| Italian Singles Chart                   | 3               |
| UK Singles Chart                        | 7               |
| US Billboard Hot 100                    | 76              |
| US Billboard Alternative Songs          | 1               |
| US Billboard Hot Mainstream Rock Tracks | 12              |

### Xếp hạng cuối năm
| Bảng xếp hạng (2008) | Vị trí |
| -------------------- | ------ |
| German Singles Chart | 57     |

### Chứng nhận
| Quốc gia | Chứng nhận (theo doanh số) |
| -------- | -------------------------- |
| Đức      | Vàng                       |